# Медаль «За выслугу лет в полиции»
Медаль «За выслугу лет в полиции» (нем. Polizei-Dienstauszeichnung) — награда за выслугу лет, вручаемая активным сотрудникам полиции нацистской Германии. Дизайн медали, немного различающийся в зависимости от стажа работы награждённого разработал профессор Ричард Кляйн.

## История
30 января 1938 года Адольф Гитлер распорядился учредить награду для сотрудников полиции за определённый стаж работы. Награда вручалась в трёх степенях сотрудникам правопорядка, прослужившим восемь, восемнадцать и двадцать пять лет. На аверсе всех трех медалей был полицейский знак отличия в виде национальный герба Германии, окруженный венком, на реверсе — надпись «Für treue Dienste in der Polizei» («За верную службу в полиции»). 12 августа 1944 года было учреждено новая высшая степень за 40 лет службы. Она должна была иметь форму золотой металлической планки с числом «40» и дубовыми листьями, которая должнп была крепится к ленте медали за 15 лет службы. Впрочем нет никаких сведений о том, что она вручалась до окончания Второй мировой войны в Европе.
Чтобы претендовать на получение медали, человек должен был быть действующим сотрудником полиции или «администратором» полицейской службы. Время военной службы также может быть зачтено в общее срок службы, необходимое для получения награды.
Нацистская партия и СС имели аналогичную награду: медаль «За выслугу лет в НСДАП» вручалась за десять, пятнадцать и двадцать пять лет , а «За выслугу лет в СС» за четыре, восемь, двенадцать и двадцать пять лет службы. Награда для военнослужащих вермахта выдавалась за четырёх-, двенадцати-, восемнадцати-, двадцатипяти-, и сорокалетний (особый класс 1939 года) срок службы.

## Степени
Медаль за 8 лет службы была круглой, размером 38 миллиметров (1,5 дюйма), подвешивалась на васильковой ленте шириной 35 миллиметров (1,4 дюйма). На был знак различия; на реверсе — цифра 8, окружённая рельефной надписью «Für treue Dienste in der Polizei».
Награда за 18-летнюю службы представляла собой серебристо-серый четырехконечный крест («Ordenskreuz») размером 43 миллиметра (1,7 дюйма), подвешенный на васильковой ленте с вытканными полицейскими знаками различия. Ленты различалась по ширине; некоторые из них были 37 миллиметров (1,5 дюйма), а другие — 51 миллиметр (2,0 дюйма). На аверсе немецкий герб, окружённый венком, на реверсе — рельефная надпись.
Крест за 25 лет службы имел тот же дизайн, что и прошлая степень, но был золотым. Кресты за 18 и 25 лет службы вручались в футляре, отделанным зелёной искусственной кожей с числами «18» или «25» на крышке. Внутри крышка была отделана белым атласом, а дно — бархатом.